# عبرت سیستانی
میرزا محمد علی رحیمی، متخلص به عبرت سیستانی، از شعرای سیستانی است.

## زندگینامه
پدر وی آقا شیخ غلامرضا واعظ و مادرش صابره، در سال ۱۲۸۳ هجری قمری در سیستان به دنیا آمد.
مادر عبرت نیز شاعر بوده‌است طوری که به علت لیاقت علمی او، ناصرالدین شاه سالانه مبلغی به عنوان صله برایش می فرستاد.
عبرت سیستانی، زیاداهل سفر و جهانگردی بود و به ایران، عربستان، هندوستان وافغانستان سفر کرده بود.

## آثار
وی دارای دیوان عبرت یا «عبرنامه» است. کتاب قصاید عبرت نیز در سال ۱۳۴۴ به سفارش فرزندش در کراچی به چاپ رسیده است. وفات عبرت سیستانی را به سال ۱۳۳۹ ثبت نموده‌اند.

## شعر
اشعار زیر برداشتی از کتاب غزلیات عبرت سیستانی است.
| ای گدای خوشه چین، دانی که خرمن، آن کیست |  | وی حریف مست دانی، باده از پیمان کیست       |
| آمدی با گوی سر در عرصه میدان عشق        |  | لیک واقف نیستی، سر در خم چوگان کیست        |
| کانیات از خوان انفاسش تمتع برده اند     |  | باز می پرسد ز «عبرت» کاین نعم از خوان کیست |

## منبع
- حیدرعلی دهمرده، وحید کیخا مقدم، عبدل علی اویسی (۱۳۸۰)، شاعران سیستان، روابط عمومی دانشگاه زابل

1. ↑  حیدرعلی دهمرده، وحید کیخا مقدم، عبدل علی اویسی (۱۳۸۰)، شاعران سیستان، روابط عمومی دانشگاه زابل